# Иврит

Афразийские языки

Иври́т (עִבְרִיתо файле [iv'ʁit] — «еврейский язык») — язык семитской языковой семьи; государственный язык Израиля, а также язык некоторых еврейских общин и диаспор. Современный иврит был возрождён и адаптирован как разговорный и официальный язык Государства Израиль в XX веке. Записывается еврейским письмом.
Древняя форма иврита (древнееврейский язык) — традиционный и священный язык иудаизма.

## Название
Само слово עִבְרִית иврит переводится с языка иврит как прилагательное «еврейская». Женский род здесь употребляется потому, что существительные שָׂפָה сафа́ («язык», «речь») или לָשׁוֹן лашо́н («язык»), к которым по умолчанию относится это прилагательное, на иврите женского рода.

## Происхождение и возраст
Между XIII и VII веками до н. э. иврит стал самостоятельным семитским языком, окончательно отделившись от близкородственных ему языков северо-западной подветви.
Наиболее древний памятник еврейского эпоса на иврите из обнаруженных к настоящему времени — библейская «Песнь Деворы» (Суд. 5), текст которой предположительно восходит к XII веку до н. э.
Самые древние надписи на иврите — «календарь из Гезера» и надпись из Хирбет Кейафа — датируются X веком до н. э. Определение языка этих надписей именно как иврита, в отличие от других ханаанейских языков, является предметом научной дискуссии.
В 2022 г. были опубликованы две крупные аккадско-аморейские билингвы около 2000 г. до н. э.; сходство аморейского языка с библейским ивритом оказалось настолько велико, что возник вопрос об уточнении как классификации аморейского языка, так и времени выделения иврита в качестве самостоятельного языка.

## Этапы развития

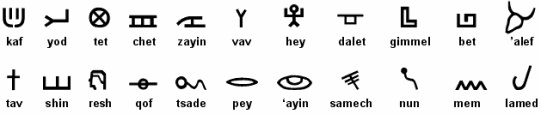
Пиктографическая протосинайская письменность, предположительный предшественник палеоеврейского письма

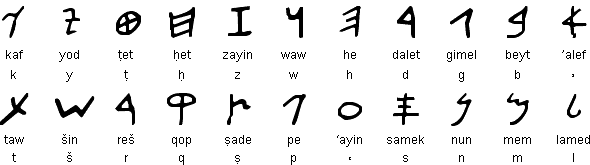
Палеоеврейское письмо (стиль написания немного меняется, буквы обретают более простые формы для быстрого записывания)

### Древнееврейский язык

#### Библейский период (XII—II вв. до н. э.)
Источник:
- Ветхий Завет (он же Тана́х — «Тора, Невиим, Ктувим»).

Грамматика и фонетика языка этого периода всё ещё сохраняют черты, традиционные для семитских языков. Гласные делятся на сверхкраткие, краткие и долгие.

#### Послебиблейский период (I век до н. э.—II век н. э.)
Источники:
- Мишна́ (свод законов иудаизма (Устный Закон));
- Кумранские рукописи (раскопки в районе Мёртвого моря в 1940-х годах).

К концу II века н. э. древнееврейский перестал быть разговорным языком, оставаясь языком богослужения.

#### Древнееврейский язык эпохиТалмудаиМасоретов(III—Vвв.)
Источники:
- пию́т (религиозная поэзия на иврите);
- Мидраши (комментарии и толкования Торы).

В это время последователи одного из течений еврейской религии, называющие себя «масо́реты» («хранители традиций»), изобрели систему «гласных» значков («некудо́т») при «согласных» буквах. Это позволило стандартизировать произношение гласных при чтении древних ивритских текстов.
Иврит значительно обогатился арамейской лексикой (этот процесс продолжился и в средневековую эпоху). Произошла перестройка системы глагола — прежние виды (совершенный и несовершенный) перестроились. В результате перестройки системы глагольных времён некоторые «качественные» причастия стали самостоятельными существительными.

### Средневековый иврит (X—XVIIIвв.)
Источники:
- испанская поэзия (Йегуда Галеви, Ибн-Эзра, Ибн-Гвироль, Альхаризи);
- комментарии к Торе и Талмуду (Раши, Маймонид, Нахманид);
- каббалистическая литература;
- научная литература (философская, медицинская, географическая, филологическая, историческая).

В это время иврит не являлся разговорным языком, однако евреи по-прежнему изучали его, читали на нём религиозные книги, писали труды, общались с его помощью с евреями из других стран. Начал выходить из употребления основной «конкурент» иврита — арамейский язык. Были выработаны несколько произносительных норм иврита: ашкеназская (Европа, кроме Испании), сефардская (в основном, в исламских странах, Испании, Греции, частично в Италии), йеменская. Сефардская норма лучше сохраняет особенности древнего произношения, однако в ней утрачено различие между краткими и долгими гласными. Ашкеназская норма приобрела некоторые особенности немецкого произношения; долгие гласные превратились в дифтонги, произошла существенная перестройка системы гласных и согласных. Имя прилагательное окончательно стало самостоятельной частью речи.

### ИвритXIX века
Литература на иврите стала в это время частью европейской культуры.
Источники:
- газеты и журналы на иврите;
- романы, рассказы, пьесы, новеллы и т. п. (например, книги Менделе Мойхер-Сфорима);
- школьные учебники по всем предметам образования.

### Возрождённый иврит (с началаXX века)
Язык, считавшийся исключительно книжным в течение 18 столетий, становится в это время языком повседневного общения и государственным языком Израиля. Это стало возможным благодаря усилиям ряда энтузиастов, самый известный из которых — Элиэзер Бен-Йегуда.
Идея возрождения иврита была неотъемлемой частью идеологии сионизма как таковой, стремившейся порвать с наследием диаспоры и с языками, на которых говорили евреи, жившие под чуждым владычеством (Война языков). Показательными в связи с этим представляются слова, сказанные в 1935 году Хаимом Вейцманом — учёным, либералом, европейским интеллектуалом и будущим первым президентом Израиля: «Мы приехали в Эрец-Исраэль не для того, чтобы копировать жизнь Варшавы, Пинска и Лондона. Сущность сионизма — изменение всех ценностей, которые евреи усвоили под давлением чужих культур».
Прошло более ста лет с тех пор, как Союз взаимопомощи немецких евреев (Хильфсферайн) основал в 1904 г. первую в Иерусалиме учительскую семинарию для преподавателей иврита, и с момента открытия в 1905 г. в Яффо гимназии «Герцлия» — первой в мире средней школы, в которой преподавание велось на иврите. Главным залогом успеха стал добровольный (а иногда и принудительный) выбор иврита как языка повседневного общения в семьях репатриантов второй и третьей волны, прибывших в Государство Израиль в первой четверти XX века, в кибуцах и сельскохозяйственных поселениях.
В первые годы существования Государства Израиль политика внедрения иврита носила исключительно жёсткий характер. В дальнейшем, когда иврит окончательно вытеснил другие еврейские языки, отношение к этим языкам со стороны еврейского государства значительно смягчилось. В 1996 году были приняты законы о сохранении культурного наследия на идише и ладино.

## Статус
Основной закон «Израиль — национальное государство еврейского народа», принятый в 2018 году, установил, что иврит является единственным государственным языком Государства Израиль (арабский лишился статуса государственного языка, но за ним закреплён особый статус).
На иврите говорят (по состоянию на 2019 год) 9,3 млн человек, из них 8,3 млн проживают в Израиле, при этом иврит является родным для 5,3 млн человек.

## Иврит в СССР
Последнее художественное издание на иврите в СССР вышло в 1927 году — книга Б. Фрадкина «Алей асор» («На десятиструнной лире»), после чего на нём время от времени издавались лишь религиозные материалы (календари, молитвенники) для общинных нужд.
В советской литературе иврит очень долго называли «древнееврейским», даже когда вопрос его возрождения в Израиле был исторически решён — скорее всего, из чисто политических соображений, с целью противопоставления «старого и мёртвого» языка иврит «современному и живому» еврейскому языку — идишу. Нейтральное отношение к современному ивриту в СССР имело место между смертью Сталина в 1953 г. и Шестидневной войной в 1967 г., когда между Израилем и СССР существовали дипломатические отношения. В 1963 году был издан «Иврит-русский словарь» Ф. Л. Шапиро, содержащий также обширный грамматический очерк Б. М. Гранде и впоследствии использовавшийся при нелегальном изучении иврита в 1960—1980-е годы. Был издан сборник «Поэзия Израиля», куда были включены и переводы с иврита. Советские библиотеки получали в этот период некоторые издававшиеся в Израиле книги на иврите, однако и в это время обучение ивриту в СССР почти отсутствовало.

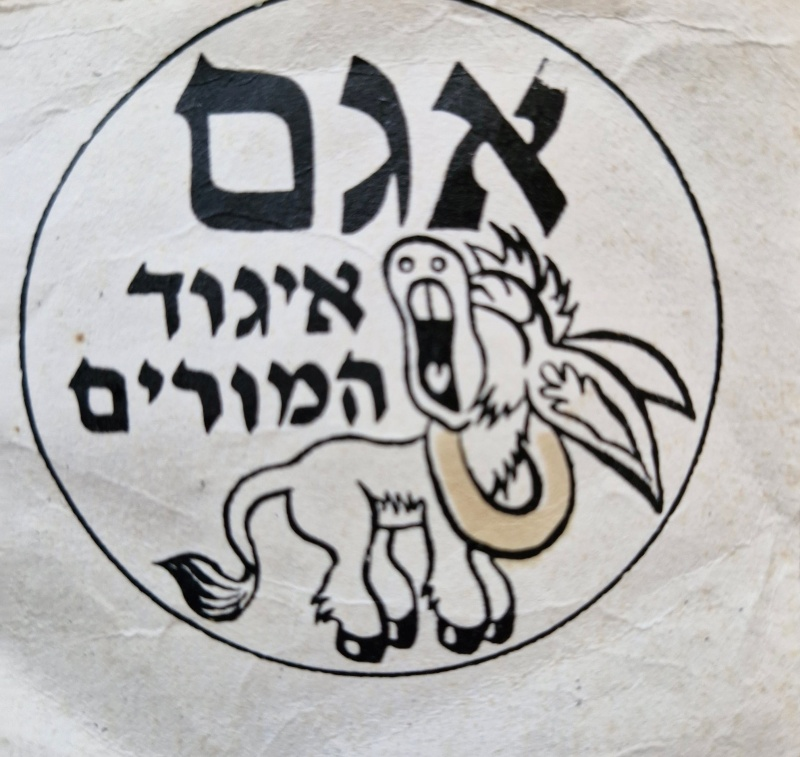
Эмблема «Игуд ха-морим»

После Шестидневной войны и разрыва советско-израильских отношений в 1967 году преподающие и изучающие (за исключением немассового научного изучения, например, на востоковедческих отделениях университетов) иврит в СССР приравнивались к сионистам (то есть потенциальным эмигрантам — «предателям советской Родины», а позже и к «расистам», согласно резолюции ООН 3379 1975 года, позже отменённой резолюцией 46/86 1991 года). С 1972 года под разными предлогами полностью прекратилась регистрация преподавателей иврита. Власти преследовали самостоятельное преподавание иврита (увольнения с работы, обыски с изъятием учебных материалов, запугивание в милиции и КГБ), а многие учителя иврита были арестованы и осуждены на тюремное заключение под различными предлогами — так, Иосиф Бегун был осуждён на 12 лет, Иосиф Беренштейн — на 4 года, Юлий Эдельштейн и многие другие — на 3 года. В то же время подпольное преподавание иврита развернулось довольно широко, в конце 1970-х — начале 1980-х только в Москве было около 100 учителей иврита, ульпаны функционировали в Ленинграде, Киеве, Харькове, Риге и других городах. В 1987 году подпольные преподаватели иврита в СССР образовали «Игуд ха-морим» — профсоюз преподавателей иврита. Его председателями были Зеэв Гейзель, Лев Городецкий и Авигдор Левит.
После Перестройки постепенно начали употреблять и в официальных кругах постсоветского пространства обозначение «иврит» вместо «древнееврейский» для обозначения всех стадий развития иврита как более общий термин, оставив употребление понятия «древнееврейский» для специальных лингвистических работ.

## Письмо и чтение

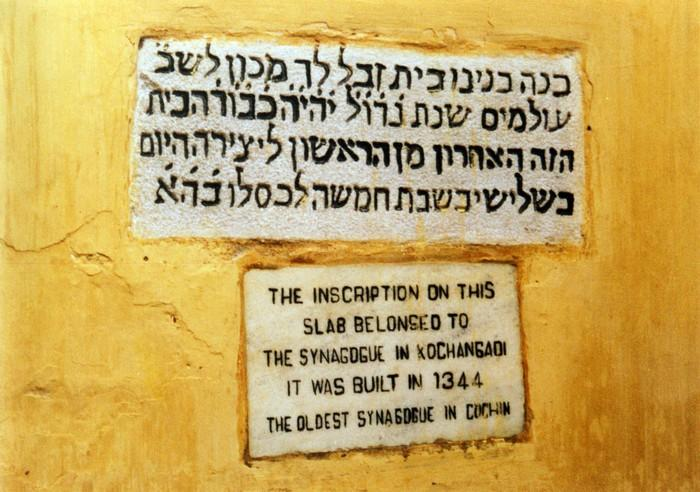
Надпись еврейским письмом

Иврит использует для письма еврейский алфавит в так называемом квадратном шрифте, как и языки арамейский и идиш. Квадратный шрифт — это вид алфавита (на иврите — алеф-бет). В алфавите иврита 22 буквы, все они соответствуют согласным звукам (консонантное письмо). В иврите нет ни одной буквы, изначально соответствовавшей какому-либо гласному, однако четыре буквы (алеф, хей, йуд и вав) перестали использоваться для обозначения исключительно согласных звуков и используются также как матрес лекционис («матери чтения») для обозначения гласных.
Направление письма — справа налево. Буквы не соединяются между собой (хотя в рукописях это не всегда так), а строки следуют одна за другой сверху вниз.
Гласные звуки передаются с помощью специальных значков огласовок (некудо́т), состоящих из комбинаций точек и штрихов, ставящихся вокруг буквы (сверху, снизу, слева). Гласный звук, соответствующий значку огласовки, произносится после согласного звука, соответствующего букве. Если после согласного звука нет гласного, под буквой ставится нечитаемый значок шва. Иногда огласовочные точки и штрихи комбинируются с четырьмя «матерями чтения»; в этом конкретном случае, эти буквы уже не читаются как согласные, а используются для передачи гласных звуков (об этом см. ниже).
В подавляющем большинстве текстов значки огласовок не пишутся. Огласовки ставятся:
- в религиозных текстах;
- в песнях и стихах;
- в словарях;
- в учебниках для школ и ульпанов;
- в книжках для детей;
- иногда — в иностранных словах и словах, которые могут читаться по-разному;
- в некоторых других текстах.

Для облегчения чтения текста без огласовок применяется «полное письмо» (ивр. כתיב מלא‎, ктив мале), когда часть звуков «у», «о» обозначается дополнительным написанием буквы вав, часть звуков «и», «э» обозначается дополнительным написанием буквы йуд, а в словах иностранного происхождения небольшая часть звуков «а», «э» обозначается дополнительным написанием буквы алеф; кроме того, буквы вав и йуд, обозначающие согласные звуки «в» и «й», в большинстве случаев удваиваются.

### Огласовки
Значки огласовок служат для обозначения гласных звуков. Произношение звуков «а», «э», «и», «о», «у» примерно соответствует русскому произношению. Согласные в иврите никогда не палатализуются (не смягчаются) перед гласными «и» или «е (э)».
| Символ огласовки | Название огласовки | Описание графики символа                                                           | Как читается |
| ---------------- | ------------------ | ---------------------------------------------------------------------------------- | ------------ |
| ַ                 | Патах              | Горизонтальная черта под буквой                                                    | «а»          |
| ָ                 | Камац              | Т-образный значок под буквой                                                       | «а»          |
| ֵ                 | Цере               | Две точки под буквой, расположенные горизонтально                                  | «э»          |
| ֶ                 | Сэголь             | Три точки под буквой, расположенные, как равносторонний треугольник, вершиной вниз | «э»          |
| ִ                 | Хирик хасэр        | Точка под буквой                                                                   | «и»          |
| י ִ               | Хирик мале         | Точка под буквой с последующей буквой йуд                                          | «и»          |
| ֹ                 | Холам хасэр        | Точка сверху-слева от буквы                                                        | «о»          |
| וֹ                | Холам мале         | Буква вав с точкой сверху                                                          | «о»          |
| ָ                 | Камац катан        | Т-образный значок под буквой (так же как камац)                                    | «о»          |
| ֻ                 | Киббуц или куббуц  | Три точки под буквой, диагонально                                                  | «у»          |
| וּ                | Шурук              | Буква вав с точкой слева от неё                                                    | «у»          |

Кроме этого, некоторые безударные звуки (э, а, о) могут передаваться с помощью значка шва ְ (две точки под буквой, расположенные вертикально), или комбинацией шва со значками сэголь, камац и патах (все ставятся под буквой и последние называются с добавлением впереди слова хатаф).
| Символ огласовки | Название огласовки | Описание графики символа        | Как читается        |
| ---------------- | ------------------ | ------------------------------- | ------------------- |
| ֳ                 | хатаф-камац        | Это камац + шва справа от него  | безударный звук «о» |
| ֲ                 | хатаф-патах        | Это патах + шва справа от него  | безударный звук «а» |
| ֱ                 | хатаф-сэголь       | Это сэголь + шва справа от него | безударный звук «э» |

То, что одному звуку соответствуют несколько знаков, объясняется исторически. В древности разные огласовки обозначали качественно разные звуки, которые могли отличаться по долготе; так, у масоретов Тверии огласовка патах передавала гласный [a], а камац — [ɔ]. Однако средневековая грамматическая традиция, основанная на сефардском произношении, оперировала лишь пятью гласными звуками, и «похожие» по звучанию огласовки стали дублировать один и тот же гласный. Современный иврит наследует в плане произношения гласных именно сефардской традиции, но при этом применяется тивериадская система огласовок как наиболее разработанная и авторитетная.

### Буквы
В еврейском алфавите 22 буквы.
| Буква    | Буква | Числовое значение (гематрия) | Название      | Название       | Название    | Транслитерация | Транслитерация  | Транслитерация | Произношение (МФА) | Произношение (МФА) | Произношение (МФА) | Произношение (МФА) | Произношение (МФА) |
| нач. ср. | кон.  | Числовое значение (гематрия) | Стандартное   | Ашкеназское    | Иврит *     | Русская **     | Между- народная | Упрощённая     | Израильское        | Ашкеназское        | Сефардское         | Реконструкция      | Реконструкция      |
| нач. ср. | кон.  | Числовое значение (гематрия) | Стандартное   | Ашкеназское    | Иврит *     | Русская **     | Между- народная | Упрощённая     | Израильское        | Ашкеназское        | Сефардское         | Мишна              | Библ.              |
| -------- | ----- | ---------------------------- | ------------- | -------------- | ----------- | -------------- | --------------- | -------------- | ------------------ | ------------------ | ------------------ | ------------------ | ------------------ |
| א        |       | 1                            | А́леф          | А́леф           | אָלֶ"ף        | '              | ʾ               | '              | [ ʔ, - ]           | [ — ]              | [ ʔ, - ]           | [ ʔ, - ]           | [ʔ ]               |
| ב        |       | 2                            | Бет (Вет)***  | Бейс (Вейс)*** | בֵּי"ת        | б, в           | b, ḇ            | b, v           | [ b, v ]           | [b, v~v̥ ]          | [ b, b~β~v ]       | [ b, β ]           | [ b ]              |
| ג        |       | 3                            | Ги́мель        | Ги́мель         | גִּימֶ"ל       | г              | g, ḡ            | g              | [ ɡ ]              | [ɡ~ɡ ̊]             | [ ɡ, ɡ~ɣ ]         | [ ɡ, ɣ ]           | [ ɡ ]              |
| ד        |       | 4                            | Да́лет         | До́лес          | דָּלֶ"ת        | д              | d, ḏ            | d              | [ d ]              | [ d~d̥ ̊]            | [ d̪~ð ]            | [ d̪, ð ]           | [ d ̪]              |
| ה        |       | 5                            | хе            | хэй            | הֵ"א         | (h), х, г      | h, Ḏ            | h              | [ h~ʔ, - ]         | [ h, — ]           | [ h, — ]           | [ h, — ]           | [ h ]              |
| ו        |       | 6                            | Вав           | Вов            | וָי"ו        | в, у, о        | w               | w              | [ v ]              | [ v~v̥ ]            | [ v ]              | [ w ]              | [ w ]              |
| ז        |       | 7                            | За́ин          | За́ен           | זַיִ"ן        | з              | z               | z              | [ z ]              | [ z~z̥ ]            | [ z ]              | [ z ]              | [ dz ]             |
| ח        |       | 8                            | Хэт           | Хэс            | חֵי"ת        | х              | ḥ               | h`, x          | [ χ~ħ ]            | [ x ]              | [ ħ ]              | [ ħ, x ]           | [ ħ, x ]           |
| ט        |       | 9                            | Тэт           | Тэс            | טֵי"ת        | т              | ṭ               | t`             | [ t ]              | [ t ]              | [ t̪ ]              | [ t̪ˁ ]             | [ t̪ʼ ]             |
| י        |       | 10                           | Йуд           | Йод            | יוּ"ד        | й              | y               | y              | [ j ]              | [ j ]              | [ j ]              | [ j ]              | [ j ]              |
| כ        | ך     | 20                           | Каф (Хаф)***  | Коф (Хоф***)   | כָּ"ף         | к, х           | k, ḵ            | k, kh          | [ k, χ ]           | [ k, x ]           | [ k, x ]           | [ k, x ]           | [ k ]              |
| ל        |       | 30                           | Ла́мед         | Ло́мед          | לָמֶ"ד        | л              | l               | l              | [ l ]              | [ l~ɫ ]            | [ l ]              | [ l ]              | [ l ]              |
| מ        | ם     | 40                           | Мем           | Мем            | מֵ"ם         | м              | m               | m              | [ m ]              | [ m ]              | [ m ]              | [ m ]              | [ m ]              |
| נ        | ן     | 50                           | Нун           | Нун            | נוּ"ן        | н              | n               | n              | [ n ]              | [ n ]              | [ n̪ ]              | [ n̪ ]              | [ n̪ ]              |
| ס        |       | 60                           | Са́мэх         | Со́мэх          | סָמֶ"ך        | с              | s               | s              | [ s ]              | [ s ]              | [ s ]              | [ s ]              | [ ts ]             |
| ע        |       | 70                           | А́ин           | А́ен            | עַיִ"ן        | `              | `               | `              | [ ʔ ~ ʕ, – ]       | [ — ]              | [ ʕ, ŋ, – ]        | [ ʕ, ɣ ]           | [ ʕ, ɣ ]           |
| פ        | ף     | 80                           | Пэ(й) (Фе)*** | Пэй (Фэй)***   | פֵּ"א         | п, ф           | p, ph           | p, ph          | [ p, f ]           | [ p, f ]           | [ p, f ]           | [ p, ɸ ]           | [ p ]              |
| צ        | ץ     | 90                           | Ца́ди          | Цо́ди           | צָדִ"י        | с, ц           | ṣ               | s`             | [ ʦ ]              | [ ʦ ]              | [ ʦ ]              | [ sˁ ]             | [ʦʼ, ʧʼ, t͡ɬʼ]      |
| ק        |       | 100                          | Куф           | Куф            | קוּ"ף        | к              | k               | k              | [ k ]              | [ k ]              | [ k ]              | [ q ]              | [ kʼ ]             |
| ר        |       | 200                          | Рэш           | Рэйш           | רֵי"ש        | р              | r               | r              | [ ʁ ]              | [ ʀ ]              | [ r~ɾ ]            | [ ɾ ]              | [ ɾ ]              |
| ש        |       | 300                          | Шин (Син)     | Шин (Син)      | שִׁי"ן (שִׂי"ן) | ш, с           | š, ś            | sh, lh         | [ ʃ, s ]           | [ ʃ, s ]           | [ ʃ, s ]           | [ ʃ, ɬ ]           | [ ʧ, t͡ɬ, s ]       |
| ת        |       | 400                          | Тав           | Тов (Сов)***   | תָי"ו        | т              | t, ṯ            | t, th          | [ t ]              | [ t, s ]           | [ t̪, θ ]           | [ t̪, θ ]           | [ t̪ ]              |

Примечания
- В Израиле используются, в основном, стандартные названия букв с элементами ашкеназских названий.
- Русская транскрипция, данная в таблице, приблизительна.
- В отличие от букв шин и син, здесь речь идёт не о буквах, обозначающих разные фонемы, а о вариантах произношения одной и той же буквы, соответствующих древним аллофонам одной и той же фонемы. Второй вариант названия, данный в скобках, приводится в некоторых учебниках на русском языке, но в самом иврите не используется.

#### Конечные буквы
Пять букв имеют два разных начертания; одно используется в начале и середине слова, другое — в конце:
| В начале и середине слова | В начале и середине слова | В конце слова | В конце слова |
| ------------------------- | ------------------------- | ------------- | ------------- |
| Каф                       | כ                         | Каф-софи́т     | ך             |
| Мем                       | מ                         | Мем-софи́т     | ם             |
| Нун                       | נ                         | Нун-софи́т     | ן             |
| Пей                       | פ                         | Пей-софи́т     | ף             |
| Цади                      | צ                         | Цади-софи́т    | ץ             |

В родственном арабском языке сохраняется различное написание начальных, срединных и конечных букв.

#### Одинаковые по звучанию буквы
Несколько букв алфавита тоже могут иногда обозначать один звук:
- куф ק и каф с дагешем כּ читаются как «к»;
- вав ו и бет без дагеша ב читаются как «в»;
- хет ח и каф без дагеша כ читаются как «х»;
- тет ט и тав ת читаются как «т»;
- самех ס и син שׂ читаются как «с»;
- аин ע и алеф א — обе не читаются.

Тем не менее буквы א, ק, ט, ס (а не их «пары» с одинаковыми звуками) обязательно пишутся в словах иностранного (но не арабского) происхождения и нееврейских именах, например: слово «текст» на иврите будет выглядеть как טקסט, а не תכשת, или нееврейское имя «Костя» — קוסטיה. Исключение: в случае, когда слово заимствовано из английского языка, вместо диграфа th пишется буква тав; чтобы подчеркнуть разницу в произношении, иногда слева от буквы тав ставят апостроф (гереш): ת׳. Пример: имя актрисы Риз Уизерспун на иврите пишется как ивр. ריס וית׳רספון‎ (обратите внимание на 'ת), потому что на английском оно пишется как англ. Reese Witherspoon. Таким же образом, буква тав часто используется в словах греческого происхождения на месте буквы θ (например, в словах «эстетика» (ивр. אסתטיקה‎), «атлетика» (ивр. אתלטיקה‎), «математика» (ивр. מתמטיקה‎) это касается первого из двух «Т»).
Для правильного письма необходимо запоминать слова вместе с их написанием, так как разные по смыслу и написанию слова могут иметь одинаковое произношение.
Например:
- слово о́шер, начинающееся с буквы алеф — אושר — означает «счастье», начинающееся с буквы аин — עושר — означает «богатство»;
- слово им, начинающееся с буквы алеф — אם — означает «если», начинающееся с буквы аин — עם — означает «с».

Причина обозначения двумя буквами одного звука — та же, что и у значков огласовок: в древности каждая буква служила для обозначения своего звука (в том числе и буквы алеф и аин), в современном же иврите различие в произношении утратилось, а правописание сохраняется (исключение — в речи выходцев из арабских стран различия сохраняются).
- Разницы между прописными (заглавными) и строчными буквами в иврите нет.
- Буквой шин (син) записываются две различные фонемы, произносящиеся сегодня /ш/ и /с/ соответственно. В огласованном письме они различаются точками: у шин различительная точка ставится сверху возле правого «зубчика», а у син — возле левого. В неогласованных текстах эта различительная точка не ставится (либо ставится только у син), и слово приходится заучивать вместе с произношением.
- Некоторые буквы меняют своё произношение (а в некоторых учебниках и название) в зависимости от положения в слове. В начале слова эти 3 буквы (каф/хаф, бет/вет и пей/фей) произносятся как «к», «б» и «п», в конце слова — «х», «в» и «ф». В середине слова возможны оба варианта произношения. В заимствованных словах это правило не действует на букву пей, которая может произноситься на конце слова как «п», что на письме обозначается обычным её начально-серединным начертанием פ, например, имя Филипп записывается פיליפ; в начале же слова она может произноситься как «ф», например, в слове פיזיקה «физика»; а также на букву каф в арабизмах, например, מובארכ (Мубарак).

В огласованном письме взрывное произношение букв каф, бет и пей можно отличить от их фрикативного произношения по различительной точке внутри этих букв (согласная с этой точкой становится взрывной), называемой даге́ш. В неогласованных текстах эта точка отсутствует, и для верного чтения слов необходимо знать либо сами слова, либо грамматические законы, по которым определяется произношение буквы. Знать слова в этом случае необходимо и для правильного письма, так как
- звук «в» может передаваться буквами вав ו и бет ב,
- звук «к» — буквами каф כ и куф ק,
- звук «х» — буквами каф כ и хет ח.

В отличие от букв шин и син, здесь речь идёт не о буквах, обозначающих разные фонемы, а о вариантах произношения одной и той же буквы, соответствующих древним аллофонам одной и той же фонемы. В неогласованных текстах можно иногда проверить произношение незнакомого слова, подобрав соответствующее знакомое по произношению однокоренное слово, где эта буква стоит в начале или в конце этого слова.
Например:
миХТаВ (звук «Х» — это Хаф или Хет?).
Решение проблемы:
Большинство слов имеет в иврите трёхбуквенный корень. В данном слове это — КТВ . Так как слово переводится как «письмо», по смыслу подбираем однокоренное проверочное слово: КоТеВ («пишу»), там слышится звук к, то есть на первом месте у корня стоит буква каф. Следовательно, и в слове миХТаВ на первом месте в корне стоит буква хаф, а не хет.

##### Правило «11+11»
В некоторых случаях определить, какую из обозначающих один и тот же звук букв следует писать, помогает правило «11+11», которое было сформулировано Саадией Гаоном либо, по другим источникам, Шломо ибн Гвиролем. Согласно этому правилу, 11 букв алфавита (א алеф, ב бет, ה хе, ו вав, י йуд, כ каф, ל ламед, מ мем, נ нун, ש шин/син, ת тав) могут входить в состав как корня, так и служебных частей слова, а ещё 11 (ג гимель, ד далет, ז заин, ח хет, ט тет, ס самех, ע аин, פ пе, צ цади, ק куф, ר реш) — только в состав корня. Буква син (ש, читающаяся как «с») может находиться только в составе корня, в служебных частях слова эта буква всегда будет читаться как «ш». 11 букв, которые могут входить в служебные части слова, можно запомнить с помощью мнемонической фразы «אני שלמה כותב» — «я, Шломо, пишу».

### Ашкеназское произношение
Основные отличия ашкеназского произношения иврита от принятого в Израиле (упрощённый вариант сефардского произношения) сводятся к следующему.
- Ударение в ашкеназском произношении при разговоре обычно падает на предпоследний слог, а при чтении религиозных текстов, в соответствии с правилами древнееврейской грамматики, — как правило, на последний. В сефардском произношении сохранилось место древнего ударения: в большинстве случаев — на последний слог, в некоторых грамматических формах и категориях слов — на предпоследний (в последнем случае, разумеется, ударение в ашкеназском и сефардском вариантах одинаково).
- В ашкеназском произношении сохранилось различие в чтении буквы ת‎ без знака дагеш («тав рэфуя») как «с». В произношении йеменских евреев эта буква читается как щелевой межзубный звук Θ, похожий на английское th в слове think. В сефардском и современном израильском произношении различие между «тав дгуша» (то есть со знаком дагеш) и «тав рэфуя» было утрачено, и буква ת‎ всегда читается как «т».
- В древнем иврите гласные различались по долготе; по мнению Виленского гаона, долгие гласные являются дифтонгами. В современном иврите различий по долготе нет, при этом изменения звучания были различными в сефардском и в ашкеназском вариантах. В сефардском варианте произношение долгих гласных совпало с произношением кратких (кроме огласовки Камац, которая имеет два варианта — долгий, «камац гадоль», и краткий, «камац катан», который произносился как «о»; в современном иврите, в силу сложности правил различия этих огласовок, «камац катан» часто заменяют на огласовку Холам). Таким образом, в современном иврите «краткий а» и «долгий а» произносятся одинаково — как «а». В ашкеназском же варианте долгие гласные «А», «О» и «Э» изменили своё звучание: долгий «А» стал произноситься как «О» (а потом в южных диалектах, например на территории Украины, перешёл в «У»); долгий «О» перешёл в дифтонг «ОЙ» (а потом в диалектах на территории Литвы и Беларуси — в дифтонг «ЭЙ»); долгий «Э» перешёл в дифтонг «ЭЙ». Долгие звуки «У» и «И» в ашкеназском произношении совпали с соответствующими краткими, то есть эти два звука произносятся в ашкеназском варианте и в сефардском варианте одинаково.
- Кроме того, в результате упомянутого выше сдвига ударения заударные гласные подверглись редукции и в словах, заимствованных из иврита в идиш, стали произноситься как «Э» (хотя в собственно ивритских текстах, например, при чтении молитв, продолжали произносить гласные независимо от положения ударения в слове).

Примеры
- Слово שבת‎ («суббота») в ашкеназском произношении звучит как ша́бос (идиш — ша́бес), а в сефардском — как шаба́т.
- Слово משפחה‎ («семья») в ашкеназском произношении звучит как мишпо́хо (идиш — мишпо́хэ, мишпу́хэ), а в сефардском — как мишпаха́.
- Слово בית-דין‎ («суд») в ашкеназском произношении звучит как бейс-дин, а в сефардском — как бет-дин.
- Имя משה‎ в ашкеназском произношении звучит как Мо́йше, а в сефардском — как Моше́.

## Грамматика
Грамматика современного иврита значительно отличается от грамматики древнееврейского. Она испытала влияние ранее распространённых еврейских языков — в основном, идиша и ладино.
Важнейшие изменения:
- порядок слов стал SVO (подлежащее-глагол-прямое дополнение; был VSO, глагол-подлежащее-прямое дополнение);
- старая система глагольных времён (совершенное и несовершенное) преобразовалась в прошедшее и будущее, настоящее стало выражаться причастиями;
- сопряжённые конструкции (смихут) сохраняются преимущественно в устойчивых сочетаниях; в других случаях чаще употребляется конструкция с частицей шель, которая может заменять сочетания со слитными притяжательными местоимениями;
- слитные объектные местоимения при глаголах вытеснила конструкция с предлогом эт.

## Лексика
Обогащение лексики языка происходит и в настоящее время усилиями учёных Академии языка иврит в Иерусалиме, что происходит следующими способами:
1. Изменение значения древних слов
Примеры:
- слово анива́ (עניבה) означало особый бант ещё в Мишне (II век), а затем и в Средние века (встречается у Маймонида), теперь это слово означает «галстук»;
- алуф (אלוף) обозначало в древности «племенной военачальник, тысячник» от слова э́леф (אלף — «тысяча»), теперь это воинское звание «генерал», а также «чемпион»;
- агада (אגדה) в Устном Законе — «сказание», в современном иврите приобрела дополнительное значение «сказка; байка»;

По мнению некоторых ортодоксальных иудеев, такое изменение значений слов является подрывом чистоты языка.
2. Образование новых слов от существующих в языке корней по законам ивритской грамматики (то есть до этого такого слова не существовало) и по аналогии с уже существовавшими словами.
Пример:
- маХШе́В (מחשב) = «компьютер»

(буквально: «вычислитель», от основы ХиШеВ (חישב = «(он) вычислял»));
по аналогии со старыми словами:
- Мазле́г (מזלג) = «вилка»,
- Мазре́к (מזרק) = «шприц» и т. д.

3. Особенность языка — «сопряжённая конструкция», словосочетание из двух или более существительных (смиху́т), при этом первое слово иногда изменяется по определённым фонетическим законам (эта форма называется нисма́х).
Пример:
- Бейт-се́фер (בית ספר) — «школа», от ба́ит (בית = «дом») + се́фер (ספר = «книга»);
- Шем-мишпаха́ (שם משפחה) — «фамилия», от шем (שם = «имя») + мишпаха (משפחה = «семья»);
- Бат-Ям (בת-ים) — «дочь моря», «русалка» от бат (בת = «дочь») + ям (ים = «море»);
- Купа́т-холи́м (קופת חולים) — «больничная касса» (страховая медицинская организация) от купа́ (קופה = «касса, копилка») + холи́м (חולים — «больные» (мн. ч.)).

Иногда такие словосочетания превращаются в одно слово.
Например:
- кадуре́гель (כדורגל) — «футбол» (каду́р (כדור) = «мяч», ре́гель (רגל) = «нога»);
- мигдало́р (מגדלור) — «маяк» (мигда́ль (מגדל) = «башня», ор (אור) = «свет»).

4. Сложносокращённые слова (как в русском языке вуз, колхоз или КПСС)
Между предпоследней и последней буквами сложносокращённых слов обычно ставится двойной апостроф (").
Примеры:
- имя учёного Раши — Рабейну Шломо Ицхаки (רש"י = «наш учитель Соломон сын Исаака»);
- слово тапу́з (תפוז «апельсин») произошло от слияния двух слов: тапу́ах и заха́в (дословно: «золотое яблоко»);
- название Ветхого Завета по-еврейски — Танах (תנ"ך), что расшифровывается как Тора, Невиим, Ктувим, то есть «Пятикнижие, Пророки, Писания».

5. Заимствование иностранных слов
Примеры: те́лефон (טלפון), униве́рсита (אוניברסיטה), о́тобус (אוטובוס), я́нуар (ינואר) и т. п.

## Пример языка
Первая статья «Всеобщей декларации прав человека»:
ивр. .סעיף אל"ף. כל בני האדם נולדו בני חורין ושווים בערכם ובזכויותיהם. כולם חוננו בתבונה ובמצפון, לפיכך חובה עליהם לנהוג איש ברעהו ברוח של אחווה‎

Seif alef. Kol bnei haʾadam noldu bnei chorin veshavim beʿerkam uvizchuyoteihem. Kulam chonenu bitvuna uvmatspun, lefichach chova ʿaleihem linhog ish bereʿehu beruach shel achva.

## Ивритская Википедия
Существует раздел Википедии на иврите («Ивритская Википедия»), первая правка в нём была сделана в 2003 году. По состоянию на 10:32 (UTC) 18 августа 2025 года раздел содержит 381 071 статью (общее число страниц — 1 607 383); в нём зарегистрировано 1 224 953 участника, 27 из них имеют статус администратора; 8361 участник совершил какие-либо действия за последние 30 дней; общее число правок за время существования раздела составляет 41 597 519.

### Словари
- The Even-Shoshan Dictionary, 6 volumes, in Hebrew. Renewed and Updated, 2003.
- Brown F., Driver S.R., Briggs C.A. A Hebrew and English Lexicon of the Old Testament. Oxford, 1907.
- Koehler L., Baumgartner W., Stamm J.J. The Hebrew and Aramaic Lexicon of the Old Testament. Leiden; Boston; Köln, 2001.
- A dictionary of the Targumim, the Talmud Babli and the midrashic literature, by Marcus Jastrow
- Gustaf Dalman, Aramäisch-neuhebräisches Handwörterbuch zu Targum, Talmud und Midrasch. Frankfurt am Main, 1922.
- Шапиро Ф. Л., под ред. Гранде Б. М. Иврит-русский словарь. Москва, 1963.
- Клайнбарт М., Соломоник А. Иврит-русский словарь (с обратным алфавитным указателем и ключом глагольных основ). Иерусалим, 1987.
- Еврейско(иврит)-русский словарь (составил Михаэль Дрор, при участии Иосифа Гури и Иехезкеля Керена, под редакцией Шломо Эвен-Шошана и Иехезкеля Керена). Изд-во «Ам Овед», 1990.
- Графов А. Э. Словарь библейского иврита. — М. : Текст, 2019. — 702 с. — ISBN 978-5-7516-1537-6.
- Онлайновый словарь иврита, Большой иврит-русский и русско-ивритский словарь под ред. д-ра Б. Подольского